# Кучер, Аркадий Терентьевич
Арка́дий Тере́нтьевич Кучер (6 марта 1911, с. Ободовка, ныне Винницкая область, Украина — 24 декабря 1991, Санкт-Петербург) — советский подводник, начальник Высшего военно-морского инженерного училища имени Ф. Э. Дзержинского, вице-адмирал.

## Биография
Аркадий Терентьевич Кучер родился 6 марта 1911 года в селе Ободовка, Ободовского района, Винницкой области, Украины многодетной крестьянской семье (три брата и две сестры).
В 1924 году окончил школу семилетку, а в 1927 году — Верховскую агропрофшколу. С апреля 1931 года по ноябрь 1932 года работал на выборной партийной должности — кульпроп Чечельницкого районного партийного комитета Компартии Украины и редактором газеты «Коммунарскi Лани».
В ноябре 1932 года ушел добровольцем на флот. С декабря 1932 года — краснофлотец, с марта по ноябрь 1933 года — помощник начальника сектора подсобного хозяйства военного порта города Владивостока Морских Сил Дальнего Востока.
В сентябре 1937 года окончил Военно-морское училище имени М. В. Фрунзе и был назначен командиром штурманской боевой части на подводную лодку (ПЛ) «А-19», а в ноябре 1938 года на ПЛ «А-12» 6-й морской бригады Тихоокеанского флота,
С июля 1939 года старший лейтенант Кучер А. Т. служил помощником командира ПЛ «Л-12» Тихоокеанского флота.
В августе 1941 года назначен исполняющим должность командира ПЛ «Щ-128»
В 1943 году во время ночных торпедных стрельб «Щ-128» под командованием капитан-лейтенанта А. Т. Кучера протаранила Щ-130, которая получила пробоину и затонула, погибли два члена экипажа «Щ-130». Кучер был снижен в звании до старшего лейтенанта, принял активное участие в восстановлении повреждённого корабля.
В мае 1944 года по ходатайству командира ПЛ «Щ-128» Кучера А. Т. весь личный состав лодки перешёл на вышедшую из ремонта ПЛ Щ-130, старый экипаж Щ-130 был отправлен на Черноморский флот, на ПЛ Щ-209. Подводная лодка «Щ-130» вошла в состав 12 дивизиона 4-й бригады ПЛ Тихоокеанского флота. 3 ноября 1944 года А. Т. Кучер был награждён медалью «За боевые заслуги».
В 1945 году служил старшим офицером-оператором по флоту 1-го отделения оперативного отдела штаба Тихоокеанского флота, участвовал в планировании операций в войне против Японии. 3 сентября 1945 года был награждён орденом Красной Звезды.
С июля 1947 года по июль 1949 года командир 3-го дивизиона 5-й бригады ПЛ, затем до мая 1951 года — командир 1-го дивизиона 1-й бригады ПЛ Камчатской флотилии.
В 1953—1954 годах капитан 1 ранга Кучер Аркадий Терентьевич был командиром 124-й бригады ПЛ, а в 1953—1954 годах 90-й бригады ПЛ Тихоокеанского флота.
С января 1956 года по май 1957 года командир 154-й отдельной бригады ПЛ Черноморского флота.
С мая 1957 по май 1960 года — начальник штаба — первый заместитель командующего Подводными силами Балтийского Флота.
20 мая 1959 года присвоено звание контр-адмирал.
С мая 1960 по май 1962 года — начальник Академических курсов офицерского состава, затем заместитель начальника кафедры общей тактики ВМФ и противолодочной обороны Военно-морской академии (май — июнь 1962).
С июня 1962 года — помощник командующего Северным флотом.
С января 1966 года по март 1973 годах был начальником Высшего военно-морского инженерного училища имени Ф. Э. Дзержинского.
21 февраля 1969 года присвоено звание вице-адмирала. С 1971 года — доцент.
В 1973 году уволен в отставку. Был председателем совета ветеранов Тихоокеанского флота в Ленинграде. 6 ноября 1985 годы был награждён орденом Отечественной войны 1 степени.
Умер 24 декабря 1991 года. Похоронен на Серафимовском кладбище.

## Семья
- Отец — Кучер Терентий Кононович (1886—1926) почтальон, телеграфист Ободовского почтового ведомства, с 1922 года секретарь и заместитель председателя Ободовского сельсовета.
- Мать — Кучер Марья Ивановна (урождённая Зелинская) (1890−1942), домохозяйка.
- Жена — Кучер Александра Петровна (урождённая Жеденова) (1910—1983), в 1938 году окончила Батайскую авиашколу, была пилотом на Дальнем Востоке и Камчатке.
- Сын — Арнольд (1933 г.р.), окончил в 1956 году МАТИ.
- Сын — Александр (1943 г.р.)
- Сын — Валерий (1951 г.р.) офицер ВМФ.
- Сын — Аркадий (1957 г.р.)

## Награды
- Орден Ленина (1954),
- Орден Красного Знамени (1950),
- Два орден Отечественной войны I ст. (1985), II ст. (1945),
- Орден Трудового Красного Знамени (1970),
- Два ордена Красной Звезды (1945, 1947)
- Именное оружие (1971).
- медали, в том числе — медаль «За боевые заслуги»
- знак «50 лет пребывания в КПСС»